# Robert Jervis
Pour les articles homonymes, voir Jervis.
Robert Jervis, né le 30 avril 1940 à New York et mort le 9 décembre 2021, est un politologue et chercheur en relations internationales américain. Il a été professeur de relations internationales pendant quarante ans à l'université Columbia.

## Biographie
Il obtient son diplôme au Oberlin College en 1962 et son Ph.D. en 1968 à l'université de Californie à Berkeley. Il est assistant puis enseignant dans la prestigieuse université Harvard de 1968 à 1974 puis à l'université de Californie à Los Angeles jusqu'en 1980. Il participe aussi aux travaux du Cold War Studies Centre à la London School of Economics.
Président de l'American Political Science Association en 2001, il a été très critique à l'égard de la « doctrine Bush » prônant la guerre préventive au nom de l'expansion des droits de l'homme et créant la notion de « Grand Moyen-Orient ».

## Théories
Analysant l'importance des représentations et des idées dans les relations internationales, Jervis s'oppose aux conceptions réalistes et néoréalistes qui mettent l'accent uniquement sur les relations de puissance dans le système international.
Il a également mis en doute la pertinence du modèle de la théorie du choix rationnel en relations internationales. Il insiste ainsi sur les différences subjectives d'appréciation de l'utilité espérée selon les contextes et les États. Dans Psychology and Deterrence (1985), coédité avec Janice Gross Stein (en) et Richard Ned Lebow (en), il montre ainsi que même avec un calcul parfaitement rationnel (donc en écartant les problèmes liés à la rationalité limitée) tel que postulé par la théorie des jeux et la théorie de la dissuasion, le Japon aurait quand même attaqué les États-Unis en 1941 et l'Égypte Israël en 1973, même avec une utilité espérée négative, si des raisons de politique intérieure ou la volonté d'éviter des pertes futures les y avaient poussés.

## Travaux
- The Logic of Images in International Relations, Princeton, 1970 (ISBN 978-0-231-06932-8)
- Perception and Misperception in International Politics, Princeton, 1976  (ISBN 978-0-691-10049-4)
- « Cooperation under the Security Dilemma », in World Politics, vol. 30, no 2, 1978
- The Meaning of the Nuclear Revolution, Cornell, 1989
- System Effects: Complexity in Political and Social Life, Princeton, 1997  (ISBN 978-0-86682-003-5)